# Costanza d'Altavilla (regina d'Italia)
Costanza d'Altavilla (1082 – tra il 1135 e il 1138), figlia del Gran Conte di Sicilia Ruggero I d'Altavilla e consorte del re d'Italia Corrado di Lorena.

## Biografia
Figlia del Gran Conte di Sicilia Ruggero d'Altavilla e di Eremburga di Mortain, era sorella di Malgerio d'Altavilla (conte di Troina) e sorellastra maggiore, da parte di padre, di re Ruggero II di Sicilia.

### Il matrimonio
Nel 1095, Costanza tredicenne sposò Corrado di Lorena, il figlio ed erede dell'imperatore Enrico IV e della sua prima moglie Berta di Savoia. Il matrimonio fu combinato da Urbano II che, all'epoca, cercava un'alleanza con il Conte di Sicilia. Non si conoscono figli nati da quest'unione.
Suo marito fu re co-reggente di Germania dal 1087 al 1098 e re co-reggente d'Italia dal 1093 al 1098. Nel conflitto tra Enrico IV e Papa Urbano II, Corrado si schierò con il Papa contro il suo stesso padre. Poco dopo il Concilio di Piacenza, Corrado giurò fedeltà ad Urbano II a Cremona e servì come Parafreniere pontificio, guidando il cavallo del Papa in segno di umiltà.

### La deposizione
Nell'aprile 1098, dopo tre anni di conflitto con il figlio, Enrico IV reagì ritrattando le proprie posizioni dinanzi al parlamento imperiale, il Reichstag di Magonza, deponendo Corrado e designando il suo figlio più giovane Enrico V come suo successore.
Dopo la sua deposizione Corrado II non ebbe più quasi nessuna influenza sulla politica italiana. Il suo alleato più importante, Urbano II, morì il 29 luglio 1099, e con lui se ne andarono le speranze di restaurazione.
Corrado morì il 27 luglio 1101. Costanza non si risposò e visse gli anni successivi in relativa oscurità fino alla morte, avvenuta in un anno sconosciuto che oscilla tra il 1135 e il 1138.

## Ascendenza
|                        |   |                         | Genitori                 |  |  | Nonni |  |  | Bisnonni |  |  | Trisnonni |  |
|                        |   |                         |                          |  |  |       |  |  | …        |  |  | …         |  |
|                        |   |                         |                          |  |  |       |  |  | …        |  |  | …         |  |
|                        |   | …                       |                          |  |  |       |  |  | …        |  |  |           |  |
| Tancredi d'Altavilla   |   |                         |                          |  |  |       |  |  | …        |  |  |           |  |
|                        |   | …                       | …                        |  |  |       |  |  |          |  |  |           |  |
|                        |   | …                       | …                        |  |  |       |  |  |          |  |  |           |  |
|                        |   | …                       | …                        |  |  |       |  |  |          |  |  |           |  |
| Ruggero I di Sicilia   |   | …                       |                          |  |  |       |  |  |          |  |  |           |  |
|                        |   | Riccardo I di Normandia | Guglielmo I di Normandia |  |  |       |  |  |          |  |  |           |  |
|                        |   | Riccardo I di Normandia | Guglielmo I di Normandia |  |  |       |  |  |          |  |  |           |  |
|                        |   | Riccardo I di Normandia | Sprota                   |  |  |       |  |  |          |  |  |           |  |
| Fresenda               |   | Riccardo I di Normandia |                          |  |  |       |  |  |          |  |  |           |  |
|                        |   | …                       | …                        |  |  |       |  |  |          |  |  |           |  |
|                        |   | …                       | …                        |  |  |       |  |  |          |  |  |           |  |
|                        |   | …                       | …                        |  |  |       |  |  |          |  |  |           |  |
| Costanza d'Altavilla   |   | …                       |                          |  |  |       |  |  |          |  |  |           |  |
|                        | … | …                       |                          |  |  |       |  |  |          |  |  |           |  |
|                        | … | …                       |                          |  |  |       |  |  |          |  |  |           |  |
|                        | … | …                       |                          |  |  |       |  |  |          |  |  |           |  |
| Guglielmo di Mortain   | … |                         |                          |  |  |       |  |  |          |  |  |           |  |
|                        |   | …                       | …                        |  |  |       |  |  |          |  |  |           |  |
|                        |   | …                       | …                        |  |  |       |  |  |          |  |  |           |  |
|                        |   | …                       | …                        |  |  |       |  |  |          |  |  |           |  |
| Eremburga di Mortain   |   | …                       |                          |  |  |       |  |  |          |  |  |           |  |
|                        |   | …                       | …                        |  |  |       |  |  |          |  |  |           |  |
|                        |   | …                       | …                        |  |  |       |  |  |          |  |  |           |  |
|                        |   | …                       | …                        |  |  |       |  |  |          |  |  |           |  |
| Matilde di Montgommery |   | …                       |                          |  |  |       |  |  |          |  |  |           |  |
|                        |   | …                       | …                        |  |  |       |  |  |          |  |  |           |  |
|                        |   | …                       | …                        |  |  |       |  |  |          |  |  |           |  |
|                        |   | …                       | …                        |  |  |       |  |  |          |  |  |           |  |
|                        |   | …                       |                          |  |  |       |  |  |          |  |  |           |  |